# (35709) 1999 FR28
1999 FR28 (asteroide 35709) é um asteroide da cintura principal. Possui uma excentricidade de 0.30299670 e uma inclinação de 13.62975º.
Este asteroide foi descoberto no dia 19 de março de 1999 por LINEAR em Socorro.